# Schedorhinotermes holmgreni
Schedorhinotermes holmgreni es una especie de termita subterránea del género Schedorhinotermes, de la familia Rhinotermitidae, orden Blattodea. Fue descrita por Emerson en 1949.

## Distribución
Se distribuye por Asia: Indonesia.

## Tratamiento taxonómico
Fue publicada en Emerson, A.E. (1949b) Schedorhinotermes holmgreni sp. nov. In T.E. Snyder, Catalog of the termites of the world. Smithsonian Miscellaneous Collections, 112(3953), 90.